# مركز طولكرم
مركز طولكرم نادي كرة قدم فلسطيني شهير، تأسس عام 1956، ويعرف أيضًا باسم «الزعيم الكرمي». يُعرف النادي بمكانته التاريخية على مستوى كرة القدم الفلسطينية.

## التأسيس
تأسس نادي مركز طولكرم في مدينة طولكرم بالضفة الغربية عام 1956.

## اللقب
يُعرف النادي بلقب «الزعيم الكرمي».

## الملعب البيتي
الملعب البيتي للنادي هو ملعب جمال غانم في مدينة طولكرم.

## مبارياته المحلية
يلعب مركز طولكرم محليًا في الدوري الفلسطيني لكرة القدم، والدوري الفلسطيني الممتاز للضفة الغربية، وكأس فلسطين لكرة القدم، ودوري الضفة الغربية الدرجة الأولى، وغيرها.

## أبرز مبارياته الدولية
- الفوز على نادي القوة الجوية العراقي.
- الخسارة أمام نادي الدفاع الجوي العراقي.
- الفوز على نادي الكرامة السوري.
- الفوز على نادي الجليل السوري.

## بطولات
- بطولة الدوري الممتاز عام 1985.[1]
- كأس فلسطين عام 1995.[1]
- درع الاتحاد الفلسطيني عام 1996.[1]
- كأس فلسطين عام 2005.[1]
- المرتبة الأولى في دوري الضفة الغربية الدرجة الأولى عام 2016.[8]